# ليجني سان فلوتشيل
ليجني سان فلوتشيل (بالفرنسية: Ligny-Saint-Flochel)‏ هي بلدية تقع في إقليم باد كاليه من منطقة نور با دو كاليه في شمال فرنسا. تبلغ مساحة هذه المدينة 5.23 (كم²)، وترتفع عن سطح البحر 134 م، يبلغ عدد سكانها 233 نسمة حسب إحصاء المعهد الوطني للإحصاء والدراسات الاقتصادية سنة 2009 م. وترأس Jean-Marie Cretel البلدية خلال فترة (2008-2014).